# Cố Sơn Bối tử
Cố Sơn Bối tử (giản thể: 固山贝子, phồn thể: 固山貝子) (tiếng Mãn: ᡤᡡᠰᠠᡳ
ᠪᡝᡳ᠌ᠰᡝ, Möllendorff: gūsai beise, Abkai: gvsai beise), thường gọi tắt là Bối tử, là một tước vị của quý tộc nhà Thanh. Cố Sơn nghĩa là "cờ", Bối tử trong tiếng Mãn vốn là số nhiều của "Bối lặc", mang nghĩa "Vương" hoặc "Chư hầu". Sau khi nhà Thanh thành lập, từ này được dùng làm tước vị quý tộc. Cố Sơn Bối tử là tước vị xếp thứ tư, dưới Đa La Bối lặc và trên Phụng ân Trấn quốc công.